# إسماعيل بلانكو
إسماعيل حسين بلانكو (بالإسبانية: Ismael Blanco)‏ هو لاعب كرة قدم أرجنتيني من مواليد 19 يناير 1983 بمدينة سانت إلينافي مقاطعة إنتري ريوس الأرجنتينية. يحترف حاليا كمهاجم في فريق أيك أثينا اليوناني. كما أنه ينحدر من أصول مصرية.

## مشواره الكروي
بدأ مشواره الكروي مع فريق كولون دي سانتا في الأرجنتيني سنة 2002. كان أداء جيدا في الفريق، لكنه تعرض لاصابة خطيرة في الركبة سنة 2004، مما جعله يفقد مكانته الأساسية في الفريق، ولهذا السبب تمت اعارته في يناير 2005 إلى نادي ليبرتاد الباراغواياني، حيث أتيحت له الفرصة للمشاركة في كأس ليبرتادوريس عام 2005، سجل خلالها هدفين لفريقه.
بعد فترة اعارته من نادي ليبرتاد في شهر جوان 2005 عاد إلى الأرجنتين، للعب على سبيل الإعارة مجددا لنادي أوليمبو، وقد ساهم في صعود فريقه لدوري الدرجة الأولى. في أغسطس 2007 انضم إلى نادي أيك أثينا ، على سبيل الإعارة بمبلغ 850,000 € مع إمكانية شراء العقد ب 1.5 مليون يورو. رغبته في الاحتراف في أوروبا وفرصة اللعب إلى جانب الأسطورة البرازيلي ريفالدو، كانت من بين الأسباب الرئيسية لانتقاله إلى اليونان.
وقد كان أول ظهور له مع الأيك في بطولة كأس الاتحاد الأوروبي ضد فريق ريد بول سالزبورج النمساوي يوم 20 سبتمبر 2007. وكانت أول مباراة له في الدوري اليوناني ضد فريق أستروميتوس أين سجل هدفين وقاد فريقه للفوز 2-0.
وقد نال لقب هداف الدوري اليوناني لموسم 2007-2008 بعد أن سجل 19 هدفا في 30 مباراة، ما جعل إدارة فريق أيك أثينا تشتري عقده يوم 28 أبريل 2008.
وفد بدأ مسيرته في الموسم الثاني مع الأيك بطريقة رائعة حيث سجل هدف الفوز عن طريق ضربة جزاء ضد باناثينايكوس في الجولة الأولى من الدوري اليوناني. وقد أنهى بلانكو الموسم متصدرا قائمة هدافي الدوري اليوناني مرة أخرى بعد أن سجل 14 هدفا في 30 مباراة وهناك احتماليات عن ظهوره في منتخب مصر .

## روابط خارجية
- إسماعيل بلانكو على موقع قاعدة بيانات كرة القدم.إي يو (الإنجليزية)
- إسماعيل بلانكو على موقع Soccerway.com (الإنجليزية)
- إسماعيل بلانكو على موقع AS.com (الإسبانية)